# Georgian Top League
De Georgian Top League is de hoogste basketbalcompetitie in het basketbalsysteem van Georgië en wordt georganiseerd door de Georgische basketbalbond.
De Georgian Top League werd in 1991 opgericht in opvolging van de competitie die in de SSR Georgië werd gespeeld. Deze competitie verving in 1940 op zijn beurt de competitie die van 1924-1939 gespeeld werd in het onafhankelijke Georgië voor de inname door de Sovjet-Unie. Momenteel bestaat de competitie uit tien clubs, die twee keer per jaar tegen elkaar uitkomen. In 2020 werd de competitie gestaakt en later definitief beëindigd vanwege de Coronapandemie. BASCO Batoemi stond toen bovenaan in de competitie.